# Gotthard Guggenmoos
Gotthard Guggenmoos (* 5. Mai 1775 in Bachthal, heute Stötten am Auerberg, Schwaben; † 29. Jänner 1838 in Hallein) war ein deutsch-österreichischer Sonderpädagoge und einer der Begründer der Heilpädagogik.

## Leben
Seine Eltern waren Paulus Gugge(n)moos und Anna. 1801 taucht Guggenmoos als Student der Theologie an der Universität Salzburg auf. Guggenmoos konnte ein Zeugnis der bayerischen Regierung über eine mit „gut“ abgeschlossene Prüfung in pädagogischen Gegenständen nachweisen, womit ihm die Betätigung al Privatlehrer ermöglicht wurde. 1802 ist er in Hallein und arbeitet dort fünf Jahre als Praktikant und „Sollizitator“ (= Rechtsanwaltsgehilfe) in einer Rechtsanwaltskanzlei, von 1807 bis 1811 war er als Praktikant bei der Maierei-Inspektion angestellt. 1812 ist er als Privatlehrer tätig, bestätigt durch Dekret des 1. bayerischen General-Kommissariates vom 21. Oktober 1812. Er begann, „harthörige und schwerzüngige“ Kinder von Beamten der Saline Hallein mit gutem Erfolg zu unterrichten. In seiner privaten Anstalt für schwerhörende und schwersprechende Kinder brachte er diesen Lesen, Schreiben und Rechnen bei und erteilte ihnen Religionsunterricht.
1816, Salzburg war damals an das Kaisertum Österreich angegliedert worden, bereiste der Kreishauptmann des Salzburgkreises, Graf Welsperg, das Land und lernte dabei Guggenmoos und seine Arbeit mit behinderten Kindern kennen. Er war von der Arbeit Guggenmoos‘ angetan und unterstützte dessen Ziel, die Errichtung einer öffentlichen Unterrichtsanstalt in Salzburg. Es folgte ein zähes Ringen mit verschiedenen Ämtern und Anträgen an den Kaiser Franz, den Salzburger Erzbischof Augustin Johann Joseph Gruber, der Priester Michael Bühringer, den Direktor der Taubstummenanstalt in Linz, und vielen anderen. Er musste dabei den Nachweis seiner pädagogischen Fähigkeiten erbringen, mehrmals musste er zur Vorstellung seiner von ihm entwickelten Lehrmethode vor Ämtern erscheinen und seine Methode öffentlich vorführen. Ein großes Problem stellte auch die Finanzierung des Instituts dar; bislang wurde er durch Gelder aus dem Armenunterstützungsfond sowie durch Schulgeld der Eltern bezahlt. Der Salzburger Bürgermeister Anton von Heffter erklärte 1826, die Bemühungen um die Errichtung der Schule zu unterstützen. 1829 wurde Guggenmoos nach Salzburg geholt und konnte hier in der Judengasse 7 seine Arbeit aufnehmen. Am 12. Februar 1830 wurde die Unterrichtsanstalt für schwerhörende und schwersprechende Kinder mit einem Festakt in der Residenz eröffnet. Auch vier seiner Schüler waren anwesend und Guggenmoos konnte am Schluss der Feierlichkeit zeigen, zu welchen Leistungen sein Schüler, damals als Schwachsinnige und Kretins bezeichnet, fähig waren. Seine Schüleranzahl stieg auf acht Schüler und so konnte er eine größere Wohnung in der Judengasse 5 beziehen.
1831 verlor er die beiden Gönner seines Instituts, Kreishauptmann Welsperg wurde Hofrat an das Gubernium in Laibach versetzt und Bürgermeister Heffter ging in Pension. Guggenmoos richtete ein Gesuch an den Kaiser, mit einem Fonds die Zukunft seiner Schule zu sichern, außerdem beantragte er die offizielle Anerkennung seiner „Lehranstalt für Taubstumme und Kretins“ (auch Kretinenanstalt oder Taubstummen-Institut genannt). 1833 legte er auch seine Lehrbefähigungsprüfung für Österreich ab. Allerdings wurden alle seine Anträge zur dauerhaften Finanzierung seiner Anstalt angelehnt und 1835 wurde das Institut aus Geldmangel geschlossen. Guggenmoos erhielt noch gnadenhalber ein Jahr sein Gehalt und zog wieder nach Hallein (Lindorferplatz Nr. 29). Hier starb er verarmt 1838 an einem „Lungenschlag“ (= plötzlicher Tod bei Lungenembolie). Durch die Gründung seiner Schule für beeinträchtigte Kinder gilt er als ein Begründer der Heilpädagogik.

## Ehrungen
In Salzburg sowie in Gries wurde jeweils eine Straße nach Gotthard Guggenmoos benannt. Die 1970 gegründete Sonderschule Hallein trägt seit ihrer Gründung den Namen „Gotthard-Guggenmoos-Schule“. In seinem letzten Wohnort in Hallein ist am Oberen Markt 83 eine Gedenktafel für ihn angebracht. An der Fassade des Hauses Unterer Markt 8, in dem Guggenmoos starb, befindet sich eine Steintafel mit Inschrift und Bronzerelief, gestiftet von der Stadt Hallein unter Bürgermeister Anton Neumayr.

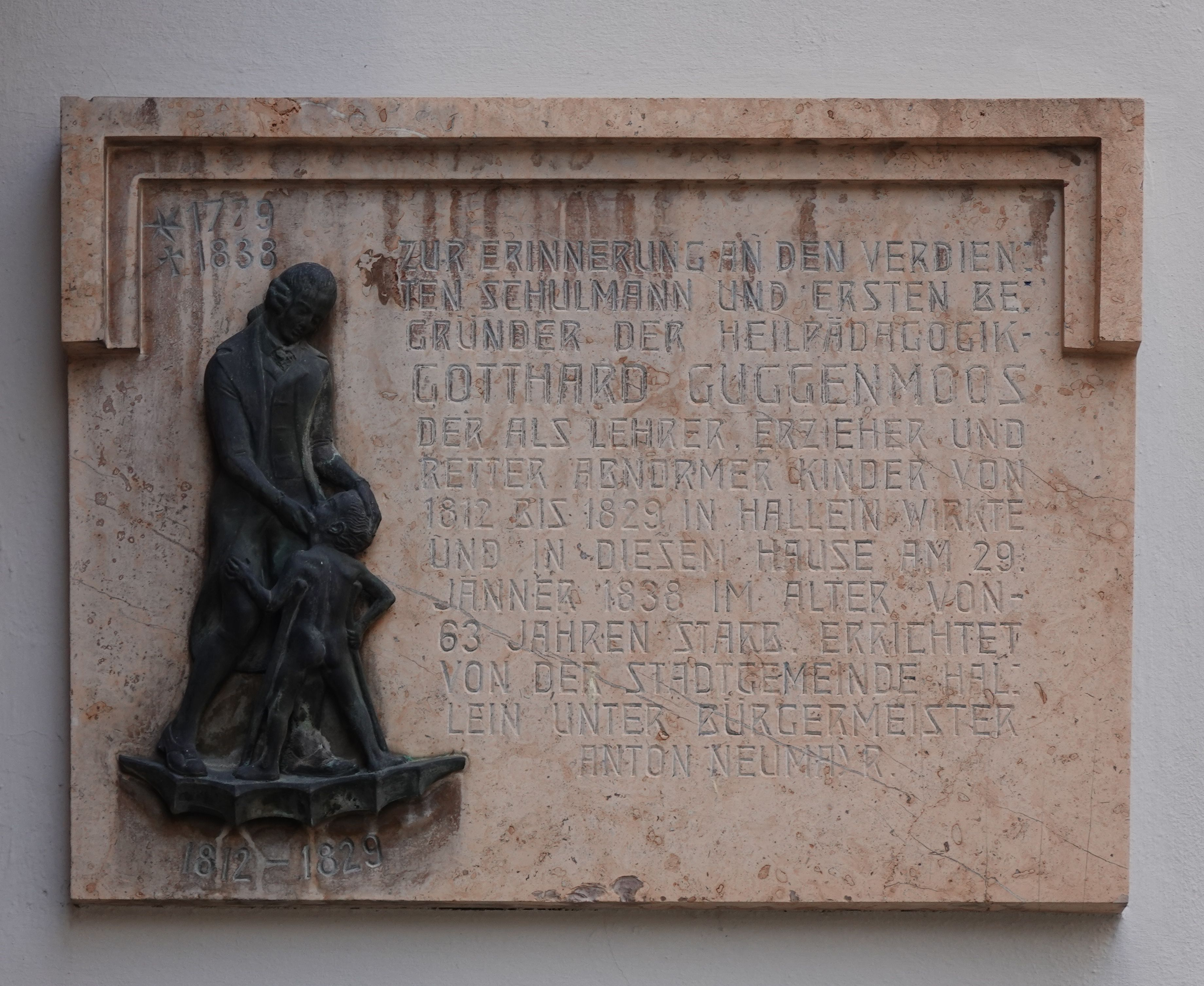
Gedenktafel. Gestiftet von der Stadt Hallein unter Bürgermeister Anton Neumayr

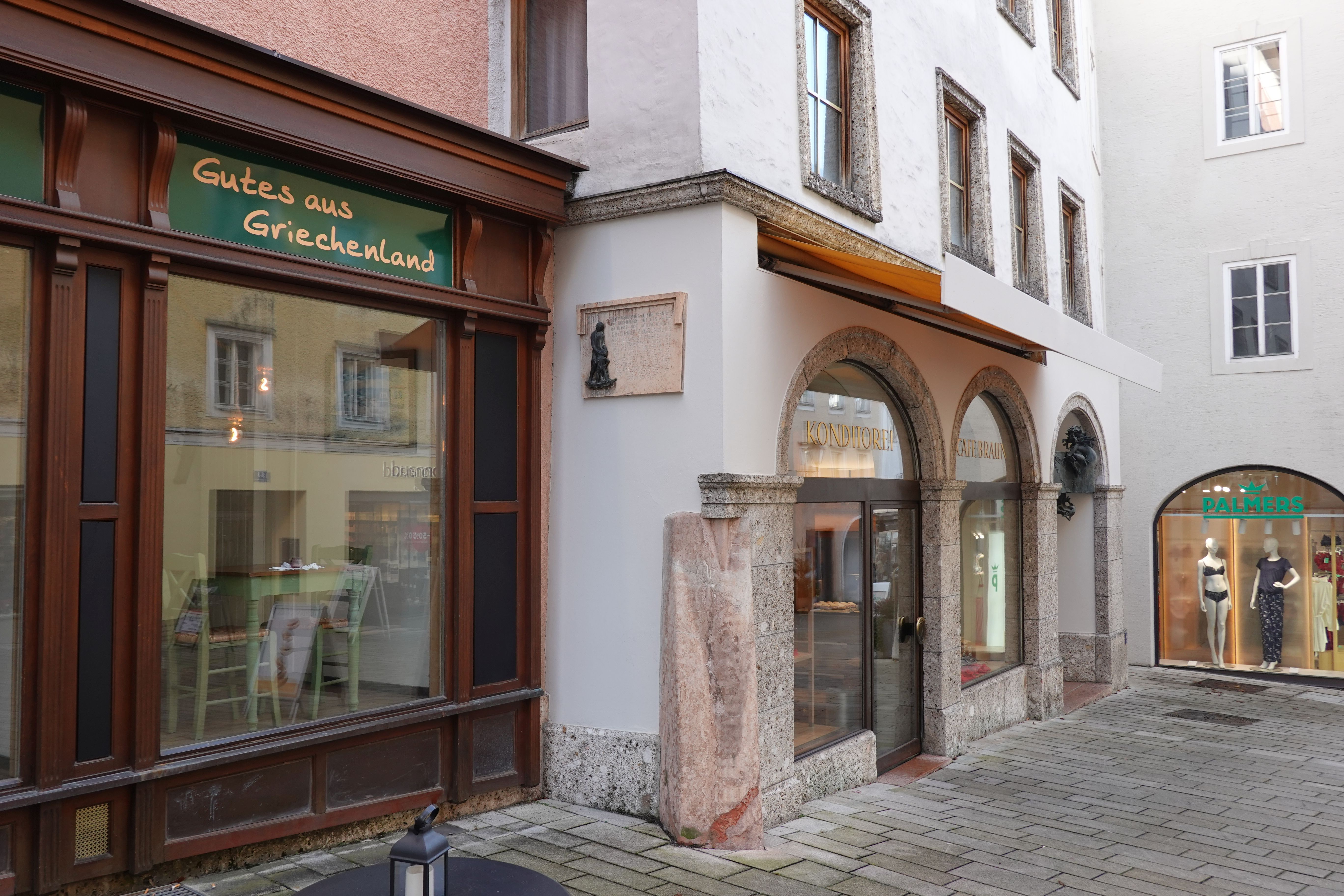
Haus Unterer Markt 8 in Hallein